# جزيرة ميلفيل (الأقاليم الشمالية الغربية ونونافوت)
جزيرة ميلفيل (بالإنجليزية: Melville Island (Northwest Territories and Nunavut))‏ هي جزيرة في أرخبيل القطب الشمالي الكندي مساحتها 42,149 كيلومتر مربع وهي ثامن أكبر جزيرة في كندا.
تصل الجبال في جزيرة ميلفيل، وهي من أكبر الجبال في القطب الشمالي الكندي الغربي، إلى ارتفاعات 750 مترًا (2460 قدمًا). هناك نوعان من الرصيف الصخري المحلي يقعان غرب خط الطول 110 ويشكلان جزءًا من الأقاليم الشمالية الغربية. ولا يمكن الوصول إليها إلا عن طريق البر من نونافوت أو القارب من الأقاليم الشمالية الغربية.
جزيرة ميلفيل تشترك فيها الأقاليم الشمالية الغربية، المسؤولة عن النصف الغربي من الجزيرة، ونونافوت، المسؤولة عن النصف الشرقي. تمتد الحدود على طول خط الطول 110 غربًا.